# تلافی (فیلم ۱۳۵۶)
تلافی فیلمی به کارگردانی ناصر محمدی و نویسندگی جمشید شیبانی محصول سال ۱۳۵۶ است.

## داستان
ناصر مرد جوانی است که با پدر و دختر کوچکش ملیحه زندگی می‌کند. ملیحه به شدت بیمار است و نیاز به جراحی دارد. از سوی دیگر فرهاد دوست ناصر، جوان ثروتمند و هوسبازی است که با دختری به نام گُلی رابطه دارد. گلی تحت سرپرستی خواهرش مریم زندگی می‌کند که عاشقانه زندگی خودش را وقف رفاه و آسایش گلی کرده است و آرزو دارد گلی با احمد، جوان نجیب و زحمتکش همسایه ازدواج کند. گلی که از فرهاد باردار شده است، راضی به سقط جنین نمی‌شود و از فرهاد می خواهد که زودتر با او ازدواج کند. ناصر برای هزینه درمان ملیحه از فرهاد کمک می‌خواهد؛ اما فرهاد که قصد کمک کردن به او را ندارد با عذر و بهانه از او می‌خواهد که صبر کند. مریم به بارداری گلی مشکوک می‌شود و از گلی در این مورد می‌پرسد. گلی ترسیده و خجالت زده از خانه فرار می‌کند و بر اثر یک تصادف کشته می‌شود. فرهاد که آبروی خود را در خطر می‌بیند، به ناصر پیشنهاد می‌دهد که اگر خودش را به عنوان پدر بچهٔ گلی معرفی کند، تمام هزینه های درمان ملیحه را می‌پردازد. ناصر که چارهٔ دیگری ندارد، قبول می‌کند و به جرم فریبِ گلی به زندان می‌افتد. مریم که قصد انتقام از ناصر را دارد به صورت ناشناس به عنوان پرستار ملیحه وارد خانهٔ ناصر می‌شود...

## بازیگران
- پوری بنایی در نقش مریم
- بهمن مفید در نقش ناصر
- شهروز رامتین در نقش فرهاد
- پروین سلیمانی
- محمود تهرانی
- فرامرز متحدین
- کریم نشاط
- شاپور بخشایی
- عباس مختاری
- پروین مهذب
- سودابه اخوان
- شهرزاد صدری
- حسین محسنی
- ذبیح‌اله ذبیح پور